# أرقطيون ديبراي
أرقطيون ديبراي (الاسم العلمي: Arctium debrayi) هي نوع نباتي يتبع جنس الأرقطيون من فصيلة النجمية.